# Poédogo (Boudry)
Pour les articles homonymes, voir Poédogo.
Poédogo est un village situé dans le département de Boudry de la province du Ganzourgou dans la région du Plateau-Central au Burkina Faso.

## Géographie
Le village de Poédogo, qui est attenant à celui de Manessé, est situé à environ 7 km au sud du chef-lieu Boudry et à 2 km au sud de Tanwaka.

## Santé et éducation
Le centre de soins le plus proche de Poédogo est le centre de santé et de promotion sociale (CSPS) de Tanwaka tandis que le centre médical avec antenne chirurgicale (CMA) le plus proche se trouve à Zorgho.